# Крепость Святого Николая
Крепость Святого Николая (хорв. Tvrđava sv. Nikole, итал. Fortezza di San Nicolò) — крепость, расположенная у входа в канал Святого Антония, недалеко от Шибеника (Центральная Далмация, Хорватия). Входит в состав Всемирного наследия ЮНЕСКО как часть Венецианских оборонительных сооружений XVI—XVII веков с 2017 года. Крепость была открыта для посещения туристами с июля 2019 года после двухлетних реставрационных работ.

## История

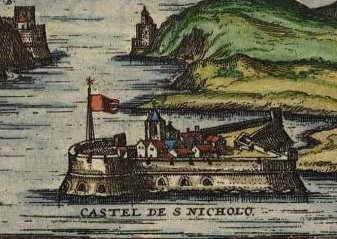
Миниатюра начала XVI века

Основу укреплений Шибеника составляли крепости Святого Николая, Святого Михаила, Святого Иоанна и крепость Барона. Крепость Святого Николая была единственной, находившейся в море (у входа в порт), остальные были на суше. Крепость возвели на левой стороне канала Святого Антония на острове Люлевац (хорв. Ljuljevac), расположенном у входа в Шибеникский канал напротив маяка на пляже Ядрия. Крепость была названа по имени монастыря бенедиктинцев, находившемся ранее на острове, но позже снесённом. По просьбе хорватских жителей Шибеника венецианским капитаном Альвизе Каналом было принято решение построить форт на острове Люлевац 30 апреля 1525 года, архитектором стал Джанджироламо Санмикели (итал. Giangirolamo Sanmicheli), племянник Микеле Санмикели. Крепость должна была предотвратить прорыв кораблей флота Османской империи в порт Шибеника; арсенал крепости насчитывал 32 орудия. Однако сам внешний вид был куда более угрожающим для противника, нежели орудия.

## Архитектура

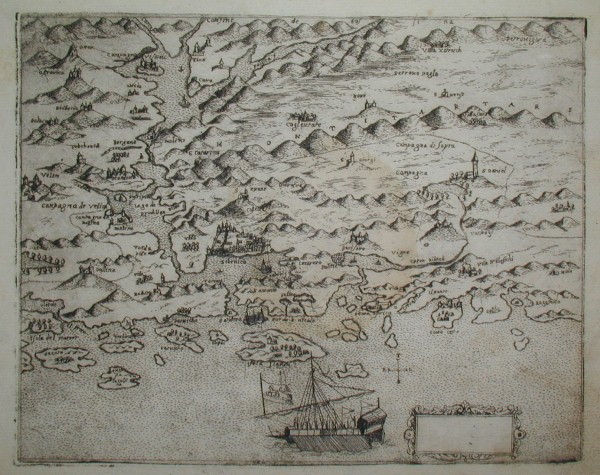
Крепость Святого Николая на карте Шибеника у входа в канал Святого Антония, XVI век

Крепость представляет собой один из наиболее ценных образцов фортификации в Далмации: она выстроена из кирпичей, которые могли выдержать лучше всех попадания пушечных ядер; фундамент был сделан из известняка. Хотя оборонительные способности крепости в ходе военных операций не проверялись, она во многом помогала городу во время нападений с моря. За минувшие века здесь несли службу разные гарнизоны, преимущественно складировавшие оружие. В 1979 году от услуг крепости окончательно отказалась Югославская народная армия, и началась реконструкция и реновация крепости.

## Галерея

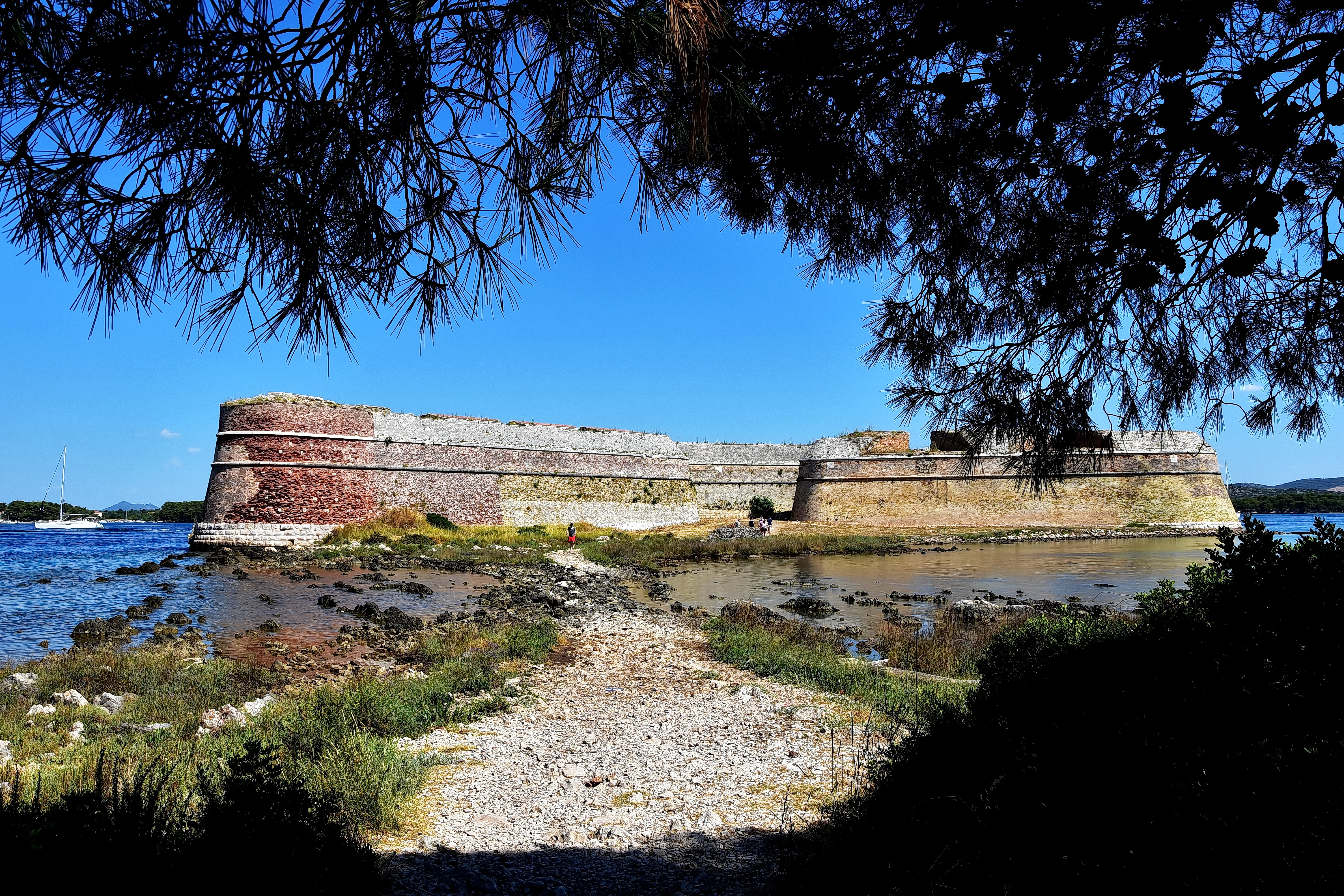
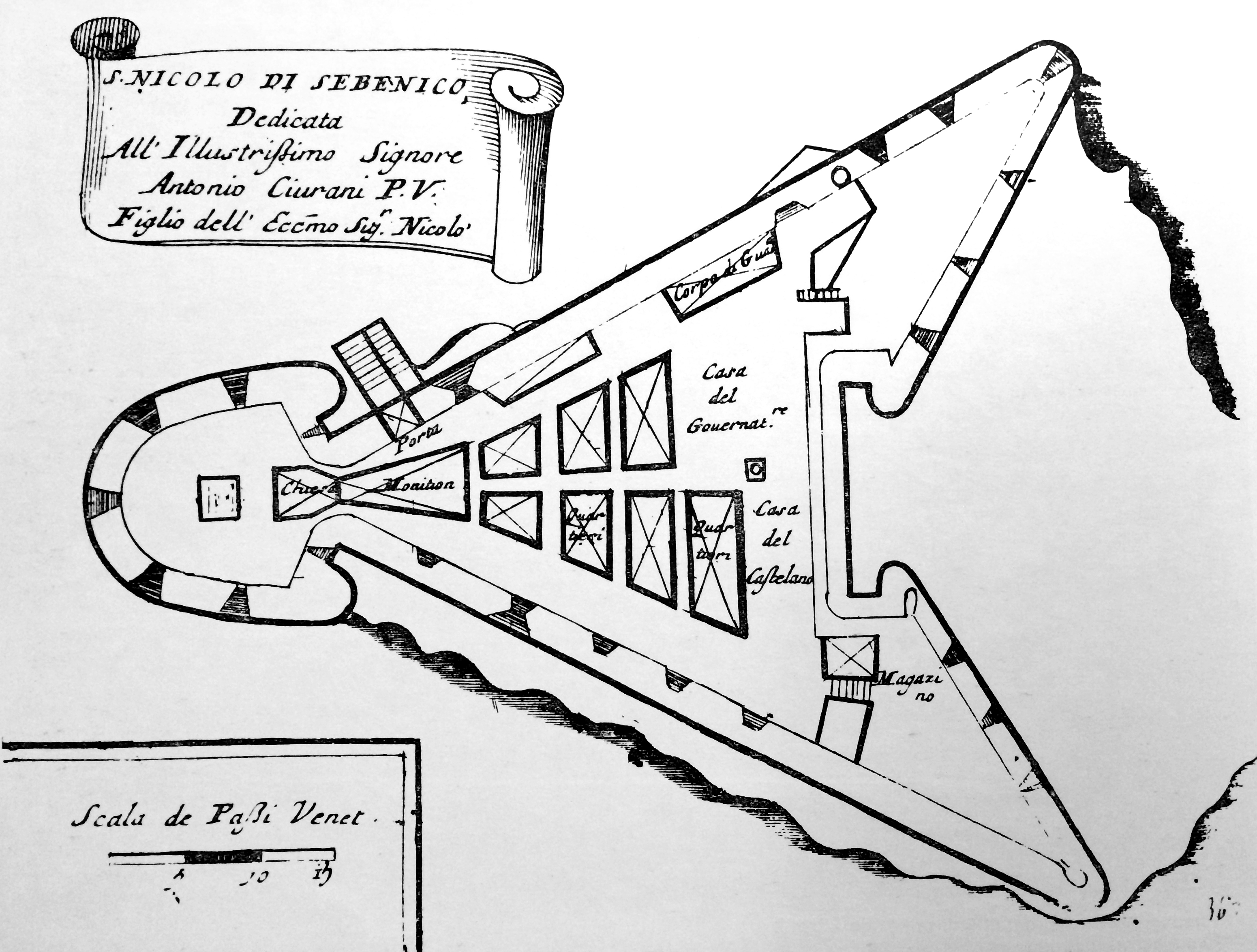
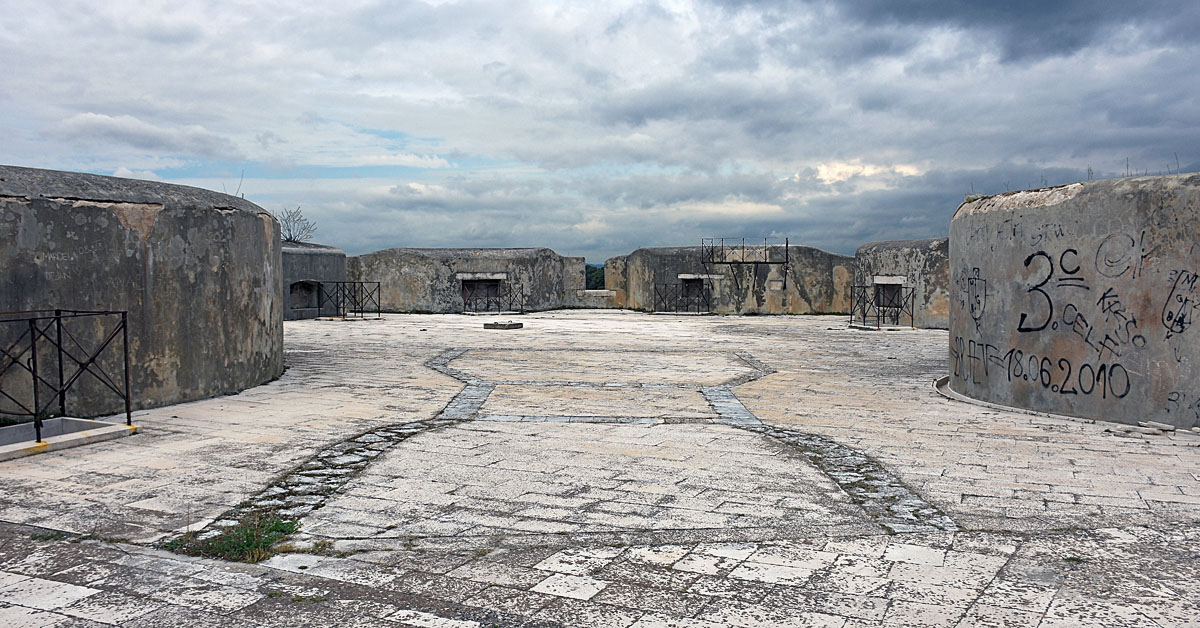